# ما وي
ما وي (بالصينية: 马威) هي لاعبة هوكي الحقل صينية، ولدت في 19 ديسمبر 1986.

## وصلات خارجية
- ما وي على موقع أوليمبيديا (الإنجليزية)